# 碑院镇
碑院镇，是中华人民共和国四川省南充市南部县下辖的一个乡镇级行政单位。

## 行政区划
碑院镇下辖以下地区：
文峰村、七里村、罗面村、五通村、花坛村、大庙村、土垭村、高觉村、高坪村、赵洪村、大佛村、双寨村、渔池村、林坝村和向黎村。